# 석조아미타여래입상
석조아미타여래입상에는 다음과 같은 것들이 있다.
- 경주 감산사 석조아미타여래입상
- 양산 미타암 석조아미타여래입상

## 같이 보기
- 제목에 "석조아미타여래입상" 항목을 포함한 모든 문서

| Disambiguation icon | 이 문서는 명칭이 같고 같은 종류에 속하는 여러 대상을 연결하는 색인 문서입니다. |